# Haderner Stern
Haderner Stern - stacja metra w Monachium, na linii U6. Stacja została otwarta 22 maja 1993.